# Druckerei H. Heenemann
Die Druckerei H. Heenemann ist eine 1906 durch Hans Heenemann in Berlin als Buchdruckerei Berlin-Wilmersdorfer-Zeitung gegründete Verlagsgesellschaft mit Druckerei. Das mittelständische Familienunternehmen umfasst heute als Unternehmensgruppe H. Heenemann GmbH, Berlin neben Buch- und Offsetdruckereien auch Verlagsgesellschaften sowie eine Werbeagentur und einen Onlineshop. Im Rahmen ihrer Geschäftstätigkeit ist sie wesentlich an der Erstellung der Drucksachen der Staatsorgane der Bundesrepublik Deutschland beteiligt.

## Geschichte
Am 16. September 1906 übernahm Johannes Friedrich Otto Heenemann, genannt Hans Heenemann, in Berlin den Verlag der Wilmersdorfer Zeitung. Die zwischen 1900 und 1912 erschienene Tageszeitung war ab 1907 das amtliche Publikationsorgan des Bezirks Wilmersdorf. Zu diesem Zweck gründete Hans Heenemann zusammen mit seinem Bruder Fritz den Verlag der Wilmersdorfer Zeitung Johannes Heenemann, dessen Redaktion und Geschäftsstelle anfangs in der Uhlandstraße 110/111 waren. Gleichzeitig wurde eigens in der Uhlandstraße 102 eine Druckerei eingerichtet, die 1908 als Buchdruckerei Berlin-Wilmersdorfer-Zeitung in das Handelsregister eingetragen wurde. Die Uhlandstraße 102 beherbergte von da an beide Unternehmen und in den Folgejahren wurden dort verschiedene Bücher, Zeitungen sowie Akzidenzdrucksachen verlegt und gedruckt. Der Betrieb verfügte bei Ausbruch des Ersten Weltkrieges über eine Handsetzerei, zwei Linotype-Setzmaschinen und eine Stereotypie. Gedruckt wurde auf fünf Schnellpressen sowie zwei Tiegeldruckpressen. Inklusive Redaktion und Buchbinderei waren 40 Personen beschäftigt, die sich aber im Verlauf des Krieges auf 25 reduzierten.
1919 erbte Gertrude Heenemann, die Frau von Hans Heenemann, die väterliche Druckerei Franz Weber von ihrem 1918 gefallenen Bruder Carl und verkaufte sie noch im selben Jahr weiter. In dieser Druckerei, die noch bis ca. 1908 die Wilmersdorfer Zeitung gedruckt hatte, war Hans Heenemann bis 1906 Geschäftsführer.
Zu Beginn der Weimarer Republik gelang es Hans Heenemann die Wilmersdorfer Zeitung mit der Charlottenburger Abendpost, dem Schöneberger Echo und der Schmargendorf-Grunewalder Post zusammenzulegen und von 1920 bis 1932 unter dem Namen Der Berliner Westen als Tageszeitung für ganz Westberlin neu herauszubringen. Auch die beiden Betriebe wurden umfirmiert. Es entstanden die Verlagsdruckerei Hans Heenemann am alten Standort sowie die Westliche Berliner Verlagsgesellschaft KG auf dem benachbarten Grundstück Uhlandstraße 101 / Wilhelmsaue 21 – 23. Nach dem Tod Hans Heenemanns kurz nach seinem fünfzigsten Geburtstag am 8. Dezember 1924 führte seine Frau Gertrude das Unternehmen weiter, bis 1930 der gemeinsame Sohn Horst Heenemann nach abgeschlossener Buchdruckerlehre sowie Studium der Philosophie die Geschäfte übernehmen konnte. Weiterhin wurden neben dem Zeitungs- und Buchdruck diverse andere Druckarbeiten ausgeführt und das Verlagswesen ausgeweitet. Bis zum Ausbruch des Zweiten Weltkrieges beschäftigte das Unternehmen 145 Personen, darunter eine Reihe von Familienmitgliedern.
Den Krieg überstand der Betrieb weitgehend unversehrt, wurde aber 1945 durch die sowjetische Besatzungsmacht auf Grundlage des Potsdamer Abkommens als Reparationsleistung demontiert und die leeren Gebäude in der Uhlandstraße wenig später von der englischen Besatzungsbehörde für eine Besatzungsdruckerei beschlagnahmt. Mit gebraucht erworbenen Maschinen von kleineren ausgebombten Buchdruckereien begann Horst Heenemann in der Wilhelmsaue mit dem Wiederaufbau des Unternehmens, das 1948 wieder 19 Beschäftigte zählte. 1949 wurde zusätzlich der Wilhelm Pansegrau Verlag, Berlin übernommen. Nachdem die englische Besatzungsdruckerei 1952 aus den Räumen in der Uhlandstrasse ausgezogen war, konnte der Betrieb an seine alte Wirkstätte zurückkehren.
1957 beanspruchte die Stadt Berlin für die Verbreiterung der Uhlandstraße das Gelände, auf dem sich das Unternehmen befand. Infolgedessen wurden die Betriebe auf das Gelände der Bessemerstrasse 83–91 verlegt, wo sie sich bis heute befinden. Bereits 1968 wurde mit der Druckerei Brüder Hartmann beschlossen, mit dem Fotosatz über Computer zu beginnen (Photon 713/10, später Digiset 40T3). Aus diesen Anschaffungen entwickelte sich unter dem ab 1956 mit Annette Fock, geborene Hartmann, verheirateten Geschäftsführer Hans Werner Fock (* 1930) ein eigenes Unternehmen, das SRZ Satz-Rechenzentrum Hartmann + Heenemann GmbH & Co, an dem die Druckereien auch heute noch beteiligt sind. 1976 wurde die Druckerei Brüder Hartmann durch H. Heenemann übernommen. Außerdem wurden der Bleisatz auf ein Minimum reduziert und der Fotosatz und die Offsetabteilung ausgebaut.

## Der Betrieb heute
Seit 1997 konzentriert sich das Unternehmen verstärkt auf den Digitaldruck auch als Onlinedruckerei. Hierzu wurden eine Heidelberger Speedmasteer XL 106-5-P3+L, ein Polar Schneidsystems L-R-X-T und eine Schneidmaschine Polar 56 NET sowie 2013 eine HP Indigo 10000, die erste Bogendigitaldruckmaschine im Format 53 × 75 cm, angeschafft.
Als Mittelständisches Unternehmen verfügt man über ein Umweltmanagementsystem, das konform mit ISO 14001 und EMAS III ist. Seit 2005 wurden rund 35.000 Drucksachen für den Deutschen Bundestag, den Bundesrat sowie den Bundespräsidenten erstellt.

## Unternehmensgruppe
Die Gesellschaft ist unbeschränkt haftende Gesellschafterin der Westliche Berliner Verlagsgesellschaft GmbH & Co. KG, der Brüder Hartmann GmbH & Co. KG. sowie der Buch- und Offsetdruckerei H. Heenemann GmbH & Co. KG. Über letztere bestehen Beteiligungen an der DDZ Digital-Druck-Zentrum GmbH (50 %), der besscom AG (32,5 %) sowie der Heenemann Verlagsgesellschaft mbH (5 %).

## Veröffentlichungen
- Der Berliner Westen. (6× wöchentlich)
- Wilmersdorfer Zeitung. (6× wöchentlich)
- Die Flamme. (zweimal monatlich, Auflage 20.000)
- Kommunalblatt. (dreimal monatlich, 4.000)
- Der kraftfahrende Arzt. (dreimal monatlich, 4.000)
- Vom Krieg zum Frieden. (zweimal monatlich, 21.000)
- Rote Kreuzblätter. (monatlich, 10.000)
- Hermann Muckermann: Vom Sein und Sollen des Menschen. Berlin 1954, OCLC 29116634.
- Siegfried Aufhäuser: An der Schwelle des Zeitalters der Angestellten. 1963.
- Paul Friedrich Meyer-Waarden: Die Fischwirtschaft der Bundesrepublik Deutschland. 1950.
- Günter Ammon: Herrschaft und Aggression. 1969.
- Hans Reinicke: Das Verhängnis der Übel im Weltbild griechischer Denker. 1969.
- Dieter Claessens, Jochen Fuhrmann, Otto Stammer: Angestellte und Arbeiter in der Betriebspyramide. 1959.
- Lily Ehrenfried: Körperliche Erziehung zum seelischen Gleichgewicht. 1967.